# NK Varaždin
Actualités
Le NK Varaždin est un club croate de football situé à Varaždin.

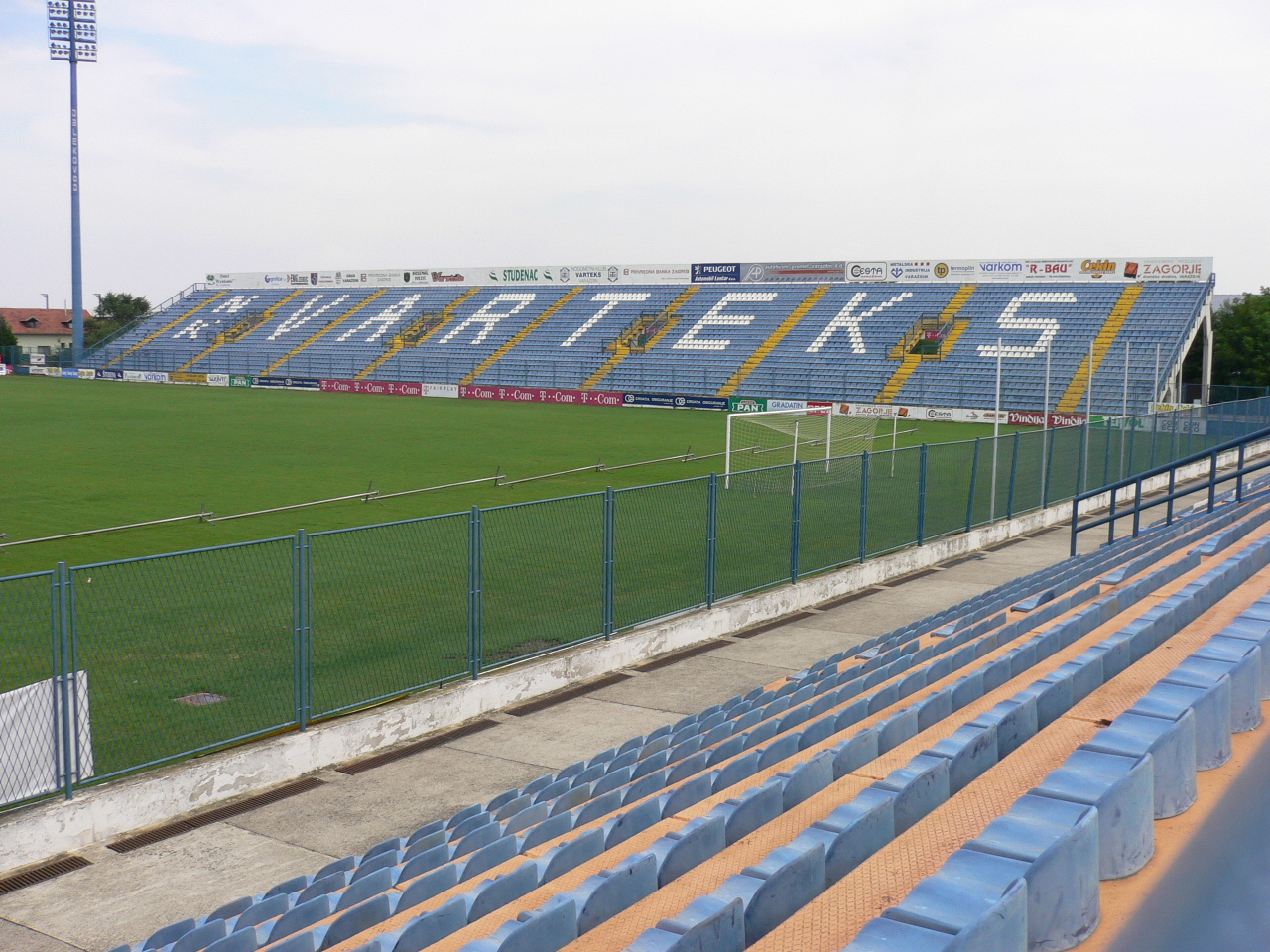
Stade Varteksa

## Historique

Ancien logo

- 1931 : fondation du club sous le nom de SK Slavija Varaždin. Le club est renommé par la suite NK Varteks Varaždin.
- 1996 : 1re participation à une Coupe d'Europe (C2, saison 1996/97)
- 2010 : renommage en NK Varaždin

## Bilan sportif

### Palmarès
- Coupe de Croatie
  - Finaliste : 1996, 1998, 2002, 2004, 2006, 2011

- Coupe de Yougoslavie
  - Finaliste : 1961

- Championnat de Croatie de deuxième division
  - Vainqueur : 2019 et 2022

### Bilan européen
Note : dans les résultats ci-dessous, le score du club est toujours donné en premier.
| Saison    | Compétition      | Tour                | Club                 | Domicile | Extérieur | Total             |
| --------- | ---------------- | ------------------- | -------------------- | -------- | --------- | ----------------- |
| 1996-1997 | Coupe des coupes | Tour préliminaire   | Union Luxembourg     | 2 - 1    | 3 - 0     | 5 - 1             |
| 1996-1997 | Coupe des coupes | Seizièmes de finale | Lokomotiv Moscou     | 2 - 1    | 0 - 1     | 2 - 2E            |
| 1998-1999 | Coupe des coupes | Seizièmes de finale | Rudar Velenje        | 1 - 0    | 1 - 0     | 2 - 0             |
| 1998-1999 | Coupe des coupes | Huitièmes de finale | Lokomotiv Moscou     | 4 - 2 ap | 1 - 2     | 5 - 4             |
| 1998-1999 | Coupe des coupes | Quarts de finale    | RCD Majorque         | 0 - 0    | 1 - 3     | 1 - 3             |
| 1999      | Coupe Intertoto  | Premier tour        | Lokomotiv-96 Vitebsk | 2 - 2    | 2 - 1     | 4 - 3             |
| 1999      | Coupe Intertoto  | Deuxième tour       | SK Brann             | 3 - 0 ap | 0 - 3     | 3 - 3 (5 - 4 tab) |
| 1999      | Coupe Intertoto  | Troisième tour      | Rostselmach Rostov   | 1 - 2    | 1 - 0     | 1 - 3             |
| 2001-2002 | Coupe UEFA       | Tour préliminaire   | FC Vaduz             | 7 - 1    | 3 - 3     | 10 - 4            |
| 2001-2002 | Coupe UEFA       | Premier tour        | Aston Villa          | 0 - 1    | 3 - 2     | 3E - 3            |
| 2001-2002 | Coupe UEFA       | Deuxième tour       | Brøndby IF           | 3 - 1    | 0 - 5     | 3 - 6             |
| 2002-2003 | Coupe UEFA       | Tour préliminaire   | Dundalk FC           | 5 - 0    | 4 - 0     | 9 - 0             |
| 2002-2003 | Coupe UEFA       | Premier tour        | FC Midtjylland       | 1 - 1    | 0 - 1     | 1 - 2             |
| 2003-2004 | Coupe UEFA       | Tour préliminaire   | Levadia Tallinn      | 3 - 2    | 3 - 1     | 6 - 3             |
| 2003-2004 | Coupe UEFA       | Premier tour        | Debrecen VSC         | 1 - 3    | 2 - 3     | 2 - 6             |
| 2005      | Coupe Intertoto  | Premier tour        | Dinamo Tirana        | 4 - 1    | 1 - 2     | 5 - 3             |
| 2005      | Coupe Intertoto  | Deuxième tour       | Inter Turku          | 4 - 3    | 2 - 2     | 6 - 5             |
| 2005      | Coupe Intertoto  | Troisième tour      | RC Lens              | 1 - 1    | 1 - 4     | 2 - 5             |
| 2006-2007 | Coupe UEFA       | Premier tour Q      | KF Tirana            | 1 - 1    | 0 - 2     | 1 - 3             |
| 2011-2012 | Ligue Europa     | Premier tour Q      | FC Lusitanos         | 5 - 1    | 1 - 0     | 6 - 1             |
| 2011-2012 | Ligue Europa     | Deuxième tour Q     | Iskra-Stal Rîbnița   | 3 - 1    | 1 - 1     | 4 - 2             |
| 2011-2012 | Ligue Europa     | Troisième tour Q    | Dinamo Bucarest      | 1 - 2    | 2 - 2     | 3 - 4             |
| 2025-2026 | Ligue Conférence | Deuxième tour Q     | CD Santa Clara       | 2 - 1    | 0 - 2     | 2 - 3             |

Légende
- Victoire ou qualification pour le tour suivant
- Match nul
- Défaite ou élimination de la compétition